# Eutrichopoda nitidiventris
Eutrichopoda nitidiventris är en tvåvingeart som först beskrevs av Wulp 1892.  Eutrichopoda nitidiventris ingår i släktet Eutrichopoda och familjen parasitflugor. Inga underarter finns listade i Catalogue of Life.